# 閔道
閔道（?—?），雲南省蒙自縣人，清朝政治人物、進士出身。
光緒三十年，會試第226名；殿試登進士三甲第69名，后授以主事分部學習。